# KCeasy
KCeasy（カクシィ）は、P2Pを利用してファイルを共有する自由ソフトウェア。Gnutella（Shareaza、Gnucleus、LimeWire、Bearshare、XoloX）のリリースの新機能路OpenFTによって開発された。
プラグインはgiFTがnetworks.KCeasyの現在に、次のネットワークをサポートするファイル共有の異なる種類をサポートできる。